# Retroversió de la sobirania dels pobles

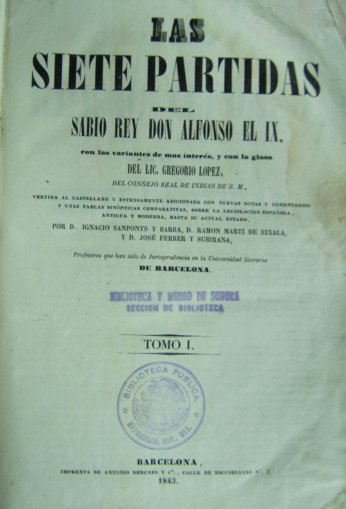
Les lleis de las Siete Partidas, d'Alfons el Savi reconeixien el dret de "constituir-se en junta".

La retroversió de la sobirania dels pobles, que problematitzava la legimitat de les autoritats colonials de l'Imperi Espanyol, va ser el principi més destacat tant en les guerres d'independència de les colònies americanes i emprat pels anomenats "patriotes" per desmarcar-se de la metròpoli durant la Guerra del Francès. Així doncs, tant a Espanya com a Hispanoamèrica, es pot considerar un principi predecessor al concepte de la sobirania popular, que expressen avui en dia la majoria de sistemes constitucionals al llarg del món, i mitjançant el qual el poble delega les funcions de govern a uns líders tot mantenint la sobirania.

## Desenvolupament històric

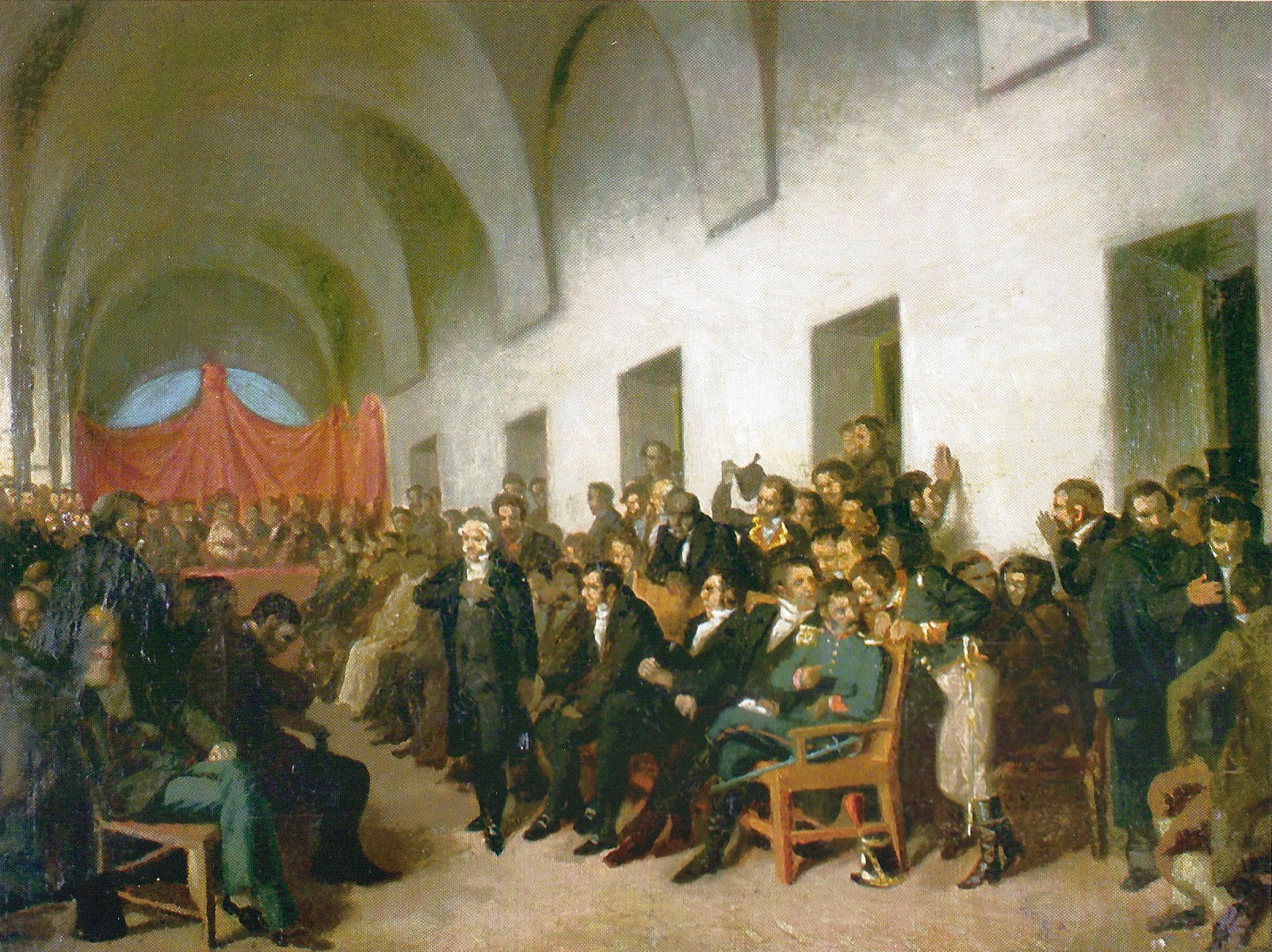
Cabildo obert de Buenos Aires, 1810

L'any 1808, el rei espanyol Ferran VII va ser dut a presó per l'Imperi Napoleònic i posteriorment substituït per Josep Bonaparte. El codi de las Siete Partidas reconeixia el dret de les persones "bones i honestes" de formar juntes en cas d'absència del monarca. A Espanya varen formar-se juntes de govern de resistència que reclamaven la sobirania en absència del rei que consideraven legítim. Després de la dissolució de la Junta Suprema Central el 1810, entre els pobles hispanoamericans es va considerar possible reclamar el seu dret a anomenar noves autoritats locals, i van recuperar la tradició dels cabildos oberts, un mode d'assemblea emprat a les ciutats llatinoamericanes en cas de situacions d'emergència o de desastre que reunia els caps de cada casa. Ara bé, les Siete Partidas convenien que el territori encara es trobava sota la sobirania reial i que les Juntes només podien servir de manera temporal. El principi de retroversió de la sobirania que invocaven qüestionava que la sobirania s'hagués de retornar al rei, sinó que en primer lloc aniria a parar al poble, que es reservaria el dret d'acceptar o rebutjar l'autoritat del rei i nomenar autoritats noves.
El principi de retroversió de la sobirania subvertia la base segons la qual els territoris espanyols d'Amèrica eren propietat personal del rei d'Espanya, en lloc del país. Només el rei estava investit d'autoritat sobre ells, directament o mitjançant els virreis que ell mateix nomenava. Aquest principi ja existia i justificava l'existència de lleis no coincidents per a Espanya i Hispanoamèrica. Els estudiosos de Lleis d'Índies sostenien que es tractava de regnes diferents, units sota una mateixa corona.
Després de les Abdicacions de Baiona i l'empresonament de Ferran VII per part de Napoleó durant la Guerra Peninsular i l'absència d'un successor legítim, es va emprar aquest criteri per justificar l'autogovern a la península ibèrica. Però la Junta de Sevilla no disposava d'autoritat per nomenar virreis a Amèrica, i els ciutadans d'aquells territoris, en canvi, disposaven dels mateixos drets que els espanyols per exercir l'autogovern en absència del monarca legítim. Així doncs, el principi va ser utilitzat per molts moviments independentistes d'Amèrica del Sud en aquell període, com els que dugueren a la Revolució de Chuquisaca o la Revolució de Maig.
Els nous ens estatals americans també varen adoptar el principi de consentiment: aquest darrer implicava que podien gaudir del dret a rebutjar qualsevol decisió presa en el seu nom sense el seu consentiment explícit.

## Definició
La retroversió de la sobirania és un principi en el dret tradicional que s'imposa com a solució a la Vacatio regis (absència del sobirà). Mitjançant aquesta doctrina, la sobirania és traslladada al poble, tot i que el concepte de "poble" aniria variant de significat des de l'Edat Mitjana fins a la modernitat. Si més no, en el tradicionalisme espanyol no estava prevista la possibilitat que el poble pogués exercir la sobirania de manera pròpia, ja que només consistia en una mesura de necessitat urgent. La influència des del segle xvi d'Europa i més endavant dels Estats Units incorpora la idea de l'autogovern del poble afegida a la solució tradicional espanyola de simple recuperació de la sobirania en cas de Vacatio regis.
L'absència del rei fruit de les abdicacions de Baiona es va considerar unàniament il·legítima al llarg de tot l'imperi. El Monarca no podia traspassar el seu patrimoni sense consentiment del regne (doctrina del pacte). Així doncs, les Juntes Americanes van poder gaudir de la seva legitimitat no pas de la vacatio regis, considerada il·legítima, sinó de les Set Partides, que reconeixien el "dret a constituir-se en junta" a les personalitats principals de les ciutats per necessitat del "bé comú". Segons el dret castellà, les juntes consistuïdes d'aquesta manera obtenien una representació de la ciutat, província o regne. A més, les lleis d'Índies tenien previst el dret dels cabildos a constituir juntes de ciutats en cas de Vacatio legis (període entre la publicació d'una norma fins a la seva entrada en vigor) del Consell d'Índies. Els cabildos podrien doncs legislar a través de juntes reunides del regne.
Els cabildos d'Amèrica, un cop reassumida la sobirania, no tenien previsió sobre qui en seria el seu dipositari. La Junta Central d'Espanya va reconèixer la concepció pluralista de l'imperi i que rebia la sobirania que ostentaven els representants de les sobiranies dipositades en les juntes dels regnes. La Junta Central va marcar un punt de ruptura amb el règim centralista dels Borbons repartint la sobirania amb Amèrica a l'atorgar representació sobirana als pobles americans a la reial ordre del 22 de gener de 1809. Malgrat tot, la proporcionalitat dels representats americans va ser motiu d'àmplia discussió.